# Drone monétaire
Le drone monétaire est un dispositif monétaire proposé en 2020 par les économistes Jézabel Couppey-Soubeyran, Thomas Lebrun, Emmanuel Carré et Thomas Renault. Il est question d'un mécanisme avancé ou nouveau de la monnaie hélicoptère. Cette innovation n'est pas seulement liée au contexte, c'est-à-dire aux effets économiques négatifs de la pandémie du Covid-19 sur le plan mondial, mais également à une décennie d'une politique monétaire accommodante au sein de la zone euro qui n'a pas atteint ses objectifs, à savoir la relance décisive de l'activité économique. 
Le drone monétaire est un mécanisme « monétaire » qui « consisterait à verser [mensuellement et pendant une période déterminée] à chaque citoyen de la zone euro entre 120 et 140 euros de monnaie centrale numérique, sur un compte ouvert pour chacun auprès de la Banque centrale européenne ».  Après avoir rappelé qu'ils ne sont pas les premiers à employer l'expression de « drone monétaire », ils précisent que ce nouveau dispositif qu'ils envisagent pour la zone euro « n'est destiné ni aux États ni aux banques commerciales, mais à ceux qui ont le moins bénéficié de la politique monétaire menée depuis la crise, à savoir les citoyens ». 
La théorie du « drone monétaire » postule la création d'une monnaie numérique de Banque centrale à l'échelle de la zone euro; « la monnaie numérique étant à la monnaie l'innovation technologique qu'est le drone par rapport à l'hélicoptère ». 
La théorie du « drone monétaire » porte ainsi manifestement une vision « cryptée » de la monnaie : il s'agit bel et bien de la cryptomonnaie.

## Définition
Le drone monétaire, de façon restrictive, est une Monnaie numérique de banque centrale pensée par l'économiste Jézabel Couppey-Soubeyran avec Emmanuel Carré, Thomas Lebrun et Thomas Renault. Cette nouvelle monnaie à vocation temporaire permettrait d'augmenter le pouvoir d'achat des citoyens et d'accélérer l'adaptation technologique des banques centrales, notamment dans la zone euro. Au sens large, il faudrait plutôt voir le drone monétaire comme une théorie, étant donné que ce nouveau cadrage monétaire ambitionne d'expliquer les faits économiques, à savoir la croissance, l'inflation, la déflation, etc., en apportant une innovation dans la manière de conduire la politique monétaire dans la zone euro . 
La théorie du « drone monétaire » recommande à cet effet des pratiques visant à réorienter les politiques monétaires pour qu'elles se mettent au service de tous : citoyens, entreprises, banques, marchés financiers, États. C'est un modèle innovant conçu premièrement pour atteindre les plus modestes et relancer la consommation visant une inflation de 2 % à court terme; un objectif qui, une fois atteint, mettrait cependant fin à ce nouvel instrument qui se veut monétaire plutôt que budgétaire. C'est donc une « théorie à visées circonstancielles », uniquement valable « ou appliquée » à chaque fois que l'économie risquerait d'entrer dans une phase de récession, en particulier pendant les périodes où le taux d'inflation serait inférieur à 2 % dans la zone euro.   
Comme la monnaie hélicoptère, « ce nouvel outil permettrait de distribuer gratuitement de la monnaie aux individus, sans causer d'endettement supplémentaire. Avec cette méthode, il serait possible d'attribuer une certaine somme [entre 120 et 140 euros par mois] à chaque citoyen sans passer par les circuits bancaires et financiers classiques. Elle constituerait un transfert de monnaie centrale aux ménages et ceci de façon égalitaire ».    
Le drone monétaire apparaît finalement comme un mécanisme de sauvetage social face à un endettement accru des États et un manque de ressources de subsistance à une grande majorité de ménages « privés », pour redonner vie à un système économique et monétaire à bout de souffle.    

## Origine
Puisque le drone monétaire se présente comme une révolution de la monnaie hélicoptère, c'est-à-dire « une version high-tech de la monnaie hélicoptère », on peut faire remonter son origine à celle de la monnaie hélicoptère.    